# أوقستي ماريون
أوقستي ماريون (بالفرنسية: Auguste Marion)‏ هو لاعب رماية فرنسي، ولد في 11 يوليو 1876 في باريس في فرنسا، وتوفي في 1 يوليو 1955.

## وصلات خارجية
- أوقستي ماريون على موقع الاتحاد الدولي (الإنجليزية)
- أوقستي ماريون على موقع اللجنة الأولمبية الدولية (الإنجليزية)
- أوقستي ماريون على موقع أوليمبيديا (الإنجليزية)